# Myrmecocichla
Myrmecocichla (miertapuiten) is een geslacht van zangvogels uit de familie vliegenvangers (Muscicapidae).

## Soorten
Het geslacht kent de volgende soorten:
- Myrmecocichla aethiops  –  Bruine miertapuit
- Myrmecocichla arnotti  –  Arnots miertapuit
- Myrmecocichla collaris  –  Ruahamiertapuit
- Myrmecocichla formicivora  – Kaapse miertapuit
- Myrmecocichla melaena  – Rüppells miertapuit
- Myrmecocichla monticola  – Bergtapuit
- Myrmecocichla nigra  –  Zwarte miertapuit
- Myrmecocichla tholloni  – Congomiertapuit